# Thường Thới Tiền
Thường Thới Tiền là thị trấn huyện lỵ của huyện Hồng Ngự, tỉnh Đồng Tháp, Việt Nam.

## Địa lý
Thị trấn Thường Thới Tiền nằm ở trung tâm huyện Hồng Ngự, có vị trí địa lý:
- Phía đông giáp xã Thường Lạc
- Phía tây và phía bắc giáp xã Thường Phước 2
- Phía nam giáp xã Long Khánh A và tỉnh An Giang.

Thị trấn có diện tích 15,83 km², dân số năm 2018 là 17.496 người, mật độ dân số đạt 1.105 người/km².

## Hành chính
Thị trấn Thường Thới Tiền có 2 khóm, chia làm 4 khu vực: khu vực 1 và khu vực 2 thuộc khóm Thượng, khu vực 3 và khu vực 4 thuộc khóm Trung.

## Lịch sử
Trước đây, Thường Thới Tiền là một xã thuộc huyện Hồng Ngự.
Ngày 22 tháng 4 năm 1989, Hội đồng Bộ trưởng ban hành Quyết định 41-HĐBT. Theo đó, tách 730 ha diện tích tự nhiên và 4.030 người của xã Thường Thới Tiền để sáp nhập vào xã Thường Lạc.
Sau khi điều chỉnh địa giới hành chính, xã Thường Thới Tiền còn lại 3.103 ha diện tích tự nhiên và 10.520 người.
Đầu năm 2009, sau khi thành lập thị xã Hồng Ngự (nay là thành phố Hồng Ngự) trên cơ sở tách một phần diện tích và dân số của huyện Hồng Ngự, huyện lỵ huyện Hồng Ngự dời về xã Thường Thới Tiền.
Ngày 10 tháng 1 năm 2019, Ủy ban thường vụ Quốc hội ban hành Nghị quyết số 625/NQ-UBTVQH14 (nghị quyết có hiệu lực từ ngày 1 tháng 3 năm 2019). Theo đó:
- Điều chỉnh 1,43 km² diện tích tự nhiên và 2.651 người của xã Thường Phước 2 vào xã Thường Thới Tiền
- Điều chỉnh 16,16 km² diện tích tự nhiên và 507 người của xã Thường Thới Tiền vào xã Thường Phước 2
- Thành lập thị trấn Thường Thới Tiền trên cơ sở toàn bộ diện tích và dân số của xã Thường Thới Tiền sau khi điều chỉnh địa giới hành chính hai xã.

Sau khi thành lập, thị trấn Thường Thới Tiền có 15,83 km² diện tích tự nhiên, dân số là 17.496 người.